# Парламентарни избори в България (1887)
Парламентарните избори в България през 1887 година са редовни парламентарни избори, проведени на 9 октомври 1887 г. Избирателната активност е 33%, като само в София са гласували 3039 души. Изборите за V ОНС са насрочени с указ на княз Фердинанд I № 7 от 22 август 1887 г. 30 души загиват по време на сбивания на изборите.

## Резултати
Изборите печели Либералната партия (стамболовисти).
| Партия                           | Вот | % | Места |
| -------------------------------- | --- | - | ----- |
| Либерална партия (стамболовисти) |     |   | 260   |
| Консервативна партия             |     |   | 32    |
| Общо                             |     |   | 292   |